# Erupção dos Picos Gordos
Denomina-se vulcão dos Picos Gordos as erupções do vulcão de Santa Bárbara e zona fissural anexa que ocorreram no período de 17 de abril a 29 de abril de 1761 no lugar dos Picos Gordos, freguesias dos Altares e dos Biscoitos, ilha Terceira, Açores. Apesar de ser normalmente citado como um único vulcão, naquele período ocorreram duas erupções completamente distintas na origem e no material emitido. Esta foi a única erupção que ocorreu em terra na ilha Terceira desde a sua colonização.

## As erupções
O vulcão dos Picos Gordos foi na realidade o resultado de duas erupções, praticamente coincidentes no tempo, mas distintas em tudo o resto: (1) uma erupção de material traquítico, muito viscoso, que formou um grande domo a oeste da Lagoa do Negro, nas imediações do Pico Gaspar, freguesia dos Altares; e (2) uma erupção de material basáltico extremamente fluido no lugar do Chama, a leste do Pico Gordo, que formou três escoadas lávicas, uma das quais atingiu o centro da freguesia dos Biscoitos.
As erupções foram precedidas pelo enfraquecimento das fumarolas das Furnas do Enxofre, sitas cerca de 4 km para sueste da zona de erupção, e por uma crise sísmica que começou a ser sentida pelas populações de toda a ilha, mas em particular dos Biscoitos e Altares, a partir de 22 de Novembro de 1760. Ao longo de todo o inverno daquele ano os sismos foram sendo sentidos, com maior ou menor intensidade, até que a partir de 14 de Abril de 1761 surgiu um tremor contínuo que aterrorizou as populações de ambas as costas da parte central da ilha. Pela manhã do dia 17, um enorme estrondo marcou o início da erupção.

### O domo do Pico Queimado
A erupção da manhã do dia 17 de Abril de 1761 deu origem a um volumoso domo traquítico sito cerca de 2 km a oeste do Pico Gordo, nas imediações do Pico Gaspar, muito próximo da Lagoa do Negro. A lava libertada era extremamente viscosa, dando origem a uma elevação de características bolbosas, com cerca de 500 m de comprido por 300 m de largura, sem qualquer cratera definida, com o topo relativamente plano sito cerca de 80 m acima dos terrenos vizinhos. O domo é hoje geralmente conhecido pelo Pico Queimado, dada a sua cor negra e a memória ainda presente da sua origem ígnea.
O material expelido é um traquito relativamente rico em fenocristais, que se encontra em extremo fracturado, formando grandes fendilhações de bordos aguçados, que torna difícil a subida ao domo. A vegetação, com excepção de líquens, está em geral circunscrita às zonas de fractura, dando ao monte um ar negro e inóspito.
A erupção foi muito rápida, tendo cessado por volta do dia 21 de Abril (terá durado apenas 4 dias).
O centro eruptivo está localizado sobre um alinhamento de pequenos vulcões anichados ao longo de um estreito graben que marca na zona a passagem do Rifte da Terceira.

### A erupção do Pico Vermelho e do Chama
No dia 21 de Abril de 1761, quando a erupção do Pico Queimado caminhava para o seu termo, nova erupção surgiu cerca de 5 km a les-nordeste do foco eruptivo inicial, num local chamado Chama ou Mistério Velho. Esta segunda erupção teve carácter marcadamente fissural, produzindo numa primeira fase um monte de bagacina com cerca de 70 metros de altura em relação aos terrenos vizinhos, do qual eram projectadas grandes pedras e areias basálticas (cinzas) que, conforme a direcção do vento, caíam sobre quase toda a ilha.
Depois desta fase inicial, começou a ser libertado lava basáltica muito quente e fluida, que formou um pequeno lago de lava com cerca de 500 m de comprido, a partir do qual se formaram três escoadas: (1) uma com cerca de 250 m de comprido e 75 m de largura, que se dirigiu para leste parando no lugar do Chama, por encontrar terreno mais elevado, (2) uma segunda dirigiu-se para noroeste, percorrendo cerca de 2,5 km, com uma largura aproximada de 75 m, formando o mistério do Tamujal, hoje uma língua de terreno florestado; e (3) uma longa escoada que dirigindo-se para norte, em direcção à freguesia dos Biscoitos, percorreu quase 6 km ao longo de terreno muito declivoso, atingindo nalguns lugares mais de 1500 m de largura. Esta escoada dividiu-se em dois ramos, um dos quais destruiu 27 casas na freguesia dos Biscoitos, terminando junto à igreja de São Pedro no lugar denominado Juncalinho. O outro ramo correu até ao lugar do Vimeiro, formado aí um extenso mistério.
A lava emitida desta erupção era tão fluida que corria como água, formando nas zonas mais declivosas camadas com pouco mais de 1 m de espessura. A fluidez da lava permitia que as pessoas se aproximassem, havendo histórias de procissões feitas nos Biscoitos em que os fiéis acendiam archotes na lava incandescente.
O cone formada era assimétrico, tendo uma cratera alongada assente sobre a fissura onde se instalou aberta a norte. O cone maior era de bagacina de cor vermelho vivo, daí o nome de Pico Vermelho, estando neste momento totalmente desmantelado devido à extracção de inertes. Os restantes pequenos cones, formados sobre a fissura, são de bagacina preta, estando também muito desmantelados pela extração.
Os terrenos recobertos pela escoada estão hoje recobertos por matas e por alguns pomares na zona de mais baixa altitude (Juncalinho e Bairro de São Pedro, na freguesia dos Biscoitos).

## Um relato coevo
Francisco Ferreira Drummond, nos seus Anais da ilha Terceira, inclui um relato dos eventos ocorridos respigado de um relatório escrito no tombo da igreja da Misericórdia da Vila Nova pelo padre Antona, então pároco dos Biscoitos, que tinha procurado refúgio naquela freguesia. Eis o relato:
Já no ano antecedente se notou que as Furnas do Enxofre, na caldeira desta ilha Terceira, deixara de fumar, o que parece fora prelúdio da seguinte calamidade: em 22 de Novembro de 1760 começaram a sentir-se nesta ilha grandes e violentos tremores e continuaram com frequência até 14 de Abril de 1761 em que tremeu a terra estranhamente, continuando até 17 daquele mês com pequenos intervalos.
Pela manhã de 17 de Abril de 1761 rebentou o fogo entre o Pico Gordo e a Serra de Santa Bárbara, com trovões subterrâneos semelhantes à descarga de artilharia grossa. Veio o fogo revirando a terra lentamente até o sítio denominado — Mistério Velho — onde fez nova explosão a 21 do mês, uma légua distante da freguesia dos Biscoitos, no lugar denominado — o Chama — apelido de seu antigo possuidor António Vaz Chama.
Durou 8 dias esta segunda explosão, lançando para o ar com estrondo horrível pedras de extraordinária grandeza e densos chuveiros de areia e cinza que estenderam por toda a ilha. Alguns pequenos montes se levantaram ao pé do foco: e a freguesia dos Biscoitos ficou inteiramente deserta, levando os moradores consigo tudo o que possuíam de maior valor: ficou-lhes então servindo de igreja paroquial a de Santa Beatriz das Quatro Ribeiras, para onde foram transportadas todas as alfaias, os vasos sagrados e o Santíssimo Viático.
Desta explosão saíram 3 correntes de lava em diferentes direcções: uma delas dirigiu-se aos Biscoutos, ande consumiu 27 casas, indo terminar já bem perto da igreja paroquial, que era da invocação de São Pedro. Felizmente não morreu pessoa alguma nesta horrorosa catástrofe e conta-se que o fogo ia moendo tão devagar que alguém do povo, andando em procissão, chegou a acender as tochas nele, quando se lhe apagavam.
Houve um concurso geral dos povos da ilha a visitar estes lugares, com procissões e muitas súplicas e preces, sendo as mais consideráveis com as coroas do Divino Espírito Santo, motivo por que o rico morador dos Biscoitos, de nome Matias Silveira, votou e edificou uma ermida junto de suas casas, ao lado da estrada. E desde logo se considerou segura toda a freguesia, cessando a lava. Contaram-se outros sucessos, como sempre acontece, dignos de ocupar a devoção dos povos, mas que a brevidade não me consente relatar.
Ainda se conta por mui notável o temporal que no dia 29 de Setembro do ano em que vamos de 1761 houve na ilha, por efeito do qual ficaram derribadas muitas casas e arrancadas muita quantidade de árvores, dentro e fora das povoações; sucedeu-lhe imediatamente uma chuva copiosíssima, que fez encher e transbordar as ribeiras prodigiosamente.